# Kristall (Mir)
Kristall ist der Name eines wissenschaftlichen Moduls, das an der sowjetischen Raumstation Mir angedockt wurde. (Die weiterhin geläufige Bezeichnung Kwant-3 wird offiziell nicht verwendet.)

## Entwicklung

Kristall in Ausgangskonfiguration (Kopplungsknoten vorne links)

Kristall wog in der Ausgangskonfiguration rund 20 Tonnen und wurde am 31. Mai 1990 an Bord einer Proton-K-Rakete in Baikonur in den Weltraum befördert. Nach längerem autonomen Flug zum Test der Systeme wurde das Modul am 10. Juni 1990 beim ersten Versuch erfolgreich am axialen Port des Kopplungsstutzen der Raumstation Mir angedockt. Nach dem Andocken wurde Kristall mit Hilfe eines Roboterarms an den radialen Andockpunkt gegenüber dem bereits gedockten Kwant 2-Modul versetzt. Kristall war damit das dritte Modul zur Erweiterung der Raumstation. Die gut 60 Kubikmeter druckbeaufschlagten Raum des Moduls waren im Wesentlichen für biologische und materialwissenschaftliche Experimente bestimmt. Neben der Ausrüstung für diese Experimente verfügte das auf der Grundlage einer TKS-Fähre entwickelte Modul über zwei vergrößerte Sonnensegel mit zusammen rund 70 Quadratmetern Fläche und eigene Lagekontrolltriebwerke. 
Als Besonderheit war am hinteren Ende anstelle der Merkur-Landekapsel ein Kopplungsknoten mit zwei androgynen Andockpunkten vom Typ APAS 89 (89 für das Entwicklungsjahr) untergebracht, die eine Weiterentwicklung der APAS 75 Andockvorrichtung des Apollo-Sojus-Projekts darstellten. Dieses System – anders als gewöhnliche Kopplungssysteme – ermöglichte jedem damit ausgestatteten Raumfahrzeug sowohl den passiven als auch den aktiven Teil eines Andockmanövers zu übernehmen. Das neue Kopplungssystem wurde entwickelt, um das Andocken der Buran-Raumfähre an die Raumstation Mir zu ermöglichen. Gleichzeitig sollten spezielle Sojus-Raumschiffe mit diesem Kopplungssystem ausgestattet werden, um bei bemannten Testmissionen der Buran als Rettungssystem zu dienen. Darüber hinaus waren Module zur Erweiterung der Mir mit APAS-Andocksystem geplant, die an Kristall angebracht werden sollten.

## Mission

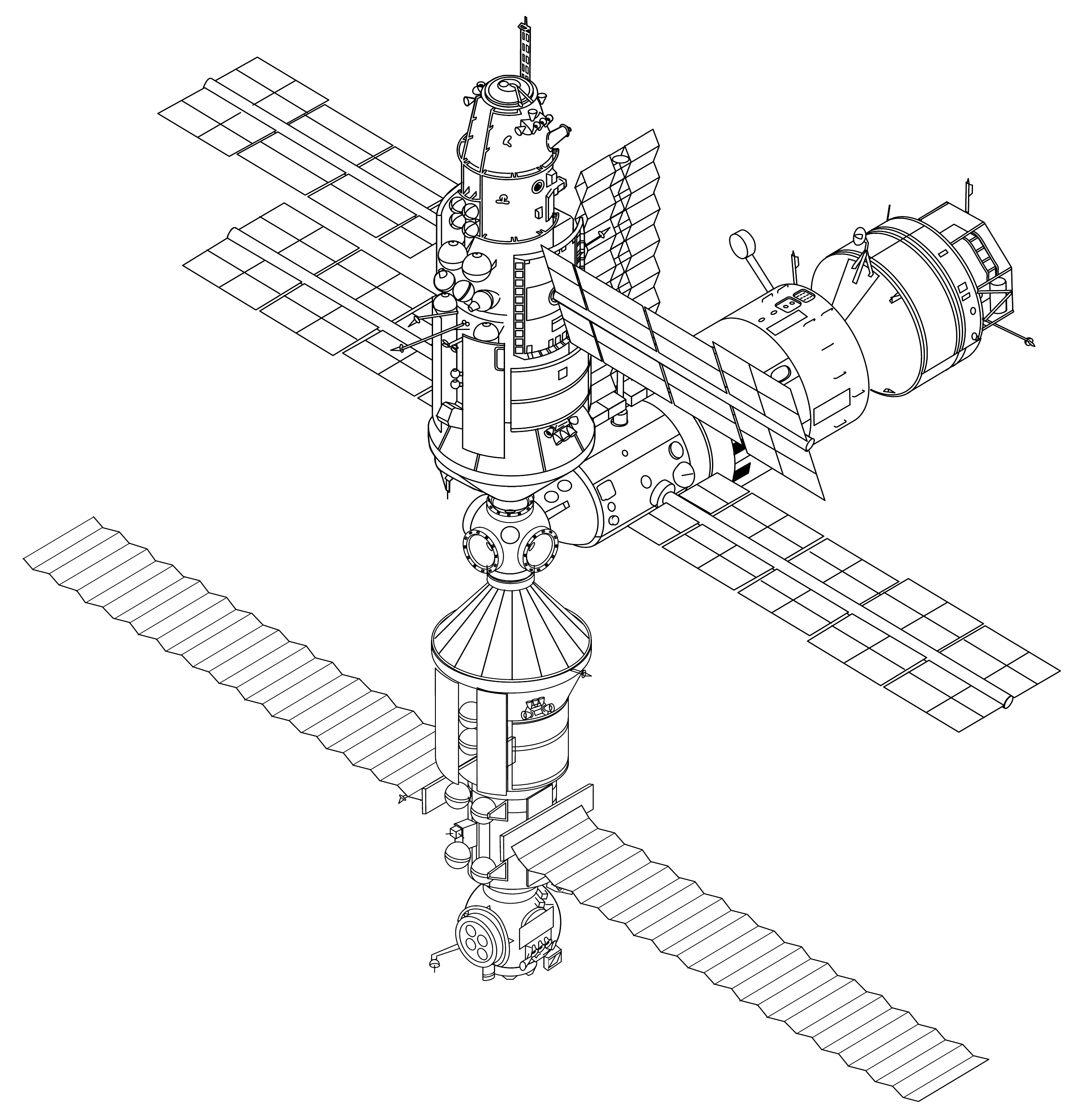
Kristall in Ausgangsposition an der Mir (unten). Abgebildet auch die bereits vorhandenen Module Kwant-2 (oben) und Kwant (rechts)

Obwohl das Kristall-Module ursprünglich zur Ankopplung von Buran-Raumfähren vorgesehen war, konnte eine solche Kopplung nie erfolgen. Nach dem Zusammenbruch der Sowjetunion wurde das Buran-Programm nach einem unbemannten Testflug aus finanziellen Gründen 1992 gestoppt. Bemannte Flüge der Buran zur Mir wurden daher nie realisiert. Aus dem Buran-Programm verblieb ein einzelnes bereits gebautes Sojus-Rettungsraumschiff mit dem APAS-Andocksystem, welches im Januar 1993 für den Transport einer Stammbesatzung zur Mir verwendet wurde (Sojus TM-16). Dies blieb die einzige Sojus-Mission in der Geschichte der Mir, bei der nicht an den axialen Andockpunkten des Mir-Basismoduls oder des Kwant-Moduls angedockt wurde.
Um den weiteren Ausbau der Mir zu ermöglichen, wurde bereits im Jahre 1992 eine der beiden großen Solaranlagen von Kristall nach Kwant umgesetzt. Kristall selbst wurde aufgrund von Verzögerungen bei der Fertigung des nächsten Moduls im Mai 1995 um 90° an einen radialen Andockpunkt des Kopplungsadapters der Mir versetzt, um genügend Raum für das Andocken des Moduls Spektr zu schaffen. Durch die fortschreitende Annäherung der amerikanischen und der russischen Raumfahrt wurde in Erwägung gezogen, das Kristall-Modul zum Andocken des amerikanischen Space Shuttles zu nutzen. Da dieses auf Grund der Größe allerdings die Module Kwant-2 und Spektr oder zumindest deren Aufbauten zu berühren oder mit Zündungen der Steuertriebwerke zu beschädigen drohte, musste erneut die komplizierte Umsetzung des Moduls an den axialen Port des Mir-Kopplungsadapters erfolgen. Während der dritten Shuttle-Mir-Mission STS-71 dockte erstmals das Space Shuttle Atlantis der NASA am 29. Juni 1995 an Kristall an. (Bei der Vormission wurde die Mir nur umflogen und das Annäherungsmanöver erprobt, bei der ersten Mission des Programms wurde die Mir nicht angeflogen.) Der Mission folgte das Rückversetzen von Kristall auf die Ursprungsposition. Im Rahmen der vierten Shuttle-Mir-Mission wurde an Kristall ein spezielles Shuttle-Andockmodul (SDM) angebaut, um dem Space Shuttle eine bessere Andockmöglichkeit zu bieten und die aufwendige Umsetzung bei den Folgemissionen zu umgehen. Insgesamt erfolgten neun Shuttlemissionen zur Mir, bei denen das Andockmanöver immer an Kristall bzw. dem SDM erfolgte. Nach rund 11 Jahren im All stürzte Kristall zusammen mit den weiteren Modulen des Mir-Komplexes am 23. März 2001 kontrolliert über dem Pazifik ab.

## Wissenschaftliche Aufgaben

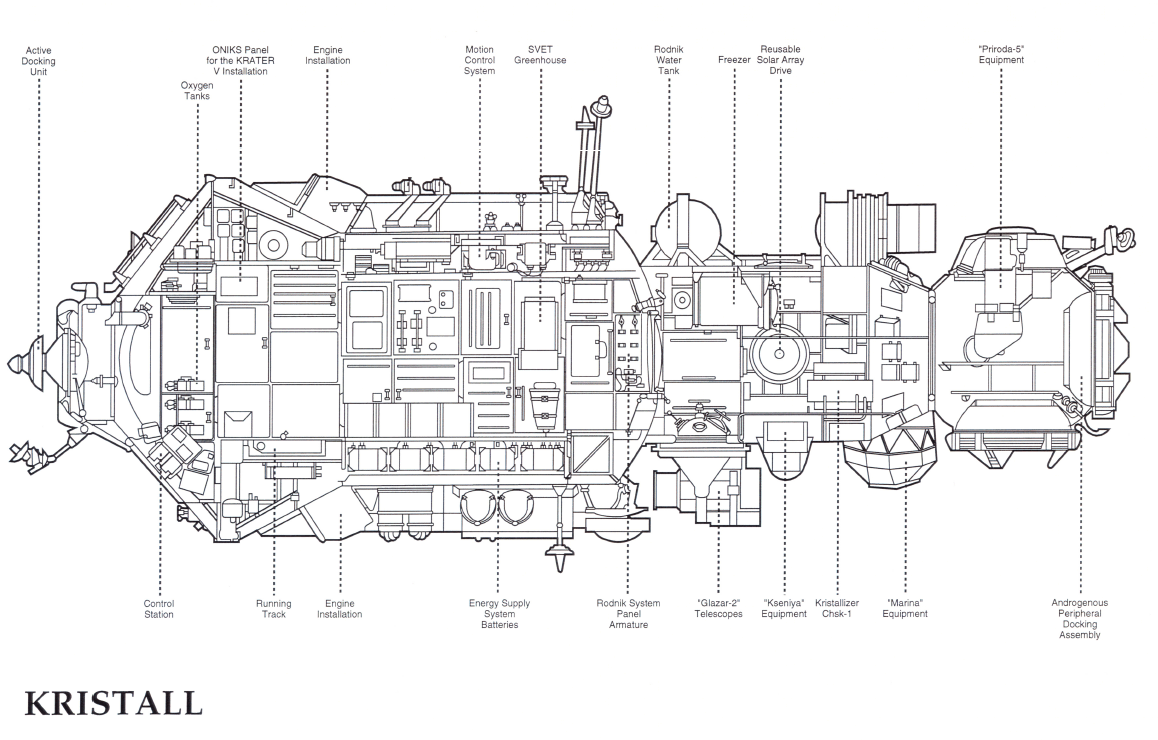
Aufbau des Kristall-Moduls

Mit Kristall wurde vorwiegend neue Technologie, hauptsächlich zur Andockung schwerer Raumfahrzeuge erprobt. An Kristall wurden erstmals die weiterentwickelten Kopplungssysteme vom Typ APAS 89 erprobt. Der zusätzliche radiale Andockpunkt war für die Installation eines großen Weltraum-Röntgenteleskops vorgesehen, das im Rahmen der ersten Buran-Mir Mission geliefert und angedockt werden sollte. Nach der Einstellung des Buran-Programms konnte dies allerdings nicht verwirklicht werden, so dass der radiale Andockpunkt bis zum Ende der Mir ungenutzt blieb. 
Weiterhin wurde Kristall für Forschungen in den Bereichen Biologie, Geologie und Astrophysik genutzt. Im sogenannten „Swetlana“-Experiment wurde ein Treibhaus zur Untersuchung von Auswirkungen der Schwerelosigkeit auf Pflanzen betrieben. Andere Experimente beschäftigten sich mit der Zucht bzw. Bildung von Kristallen in der Schwerelosigkeit. Im Modul und an der Außenwand befanden sich weiterhin ein Teleskop, ein Spektrometer sowie Fotoausrüstung und weitere Geräte für astrophysikalische Beobachtungen.

## Schlussfolgerungen

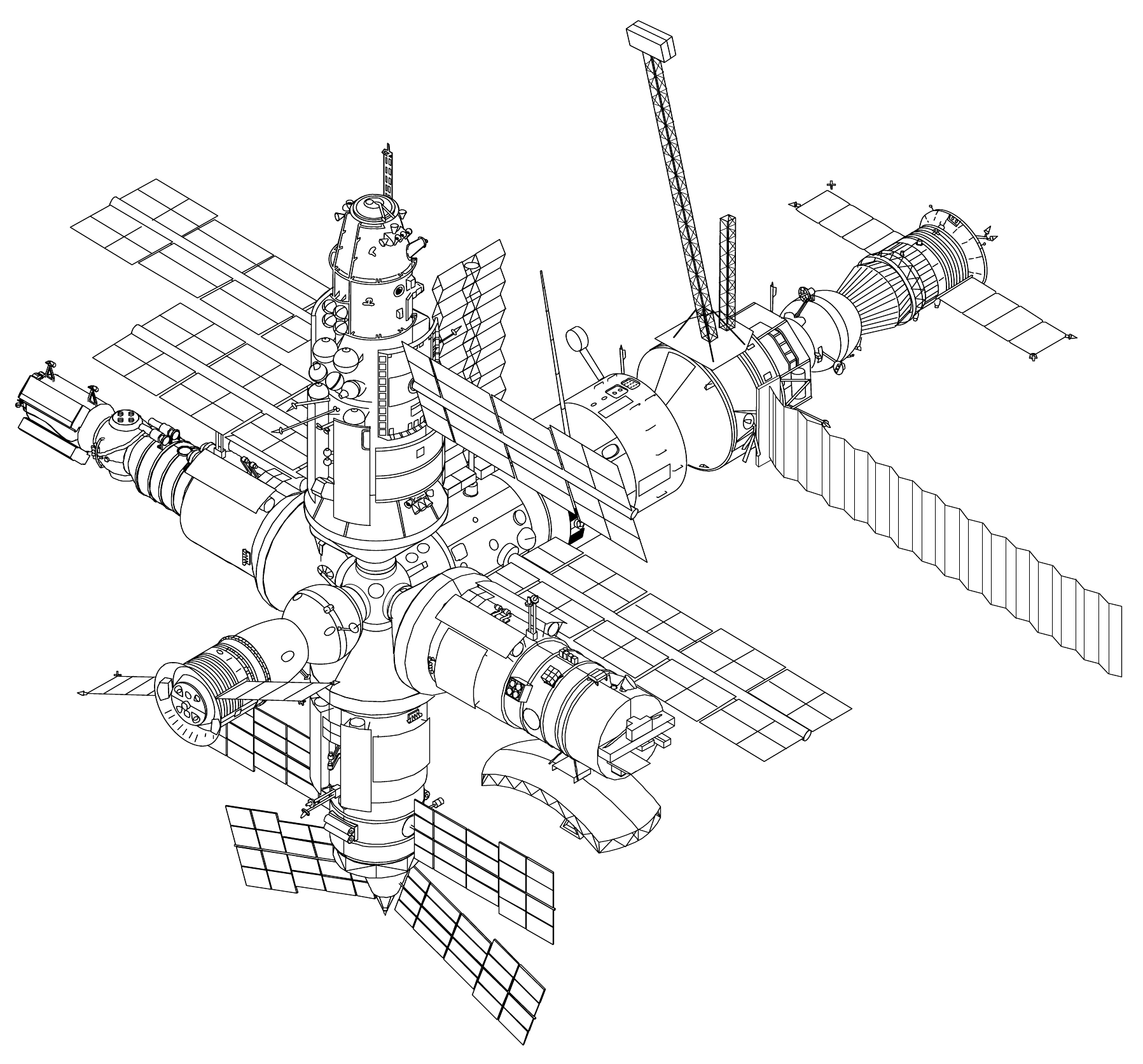
Vollausgebaute Mir, Kristall mit SDM auf endgültiger Position (links)

Kristall spielte eine wichtige Rolle in der Zusammenarbeit der amerikanischen und der russischen Raumfahrt. Erstmals seit der Apollo-Sojus-Mission erfolgten an Kristall bis dahin einzigartige Kopplungen von Raumfahrzeugen unterschiedlicher Nationen. Weiterhin wurden erstmals Raumfahrzeuge großer Masse aneinander gekoppelt und ein Rekordgewicht für Weltraumkomplexe (bei der ersten Shuttle-Mir-Mission rund 220, später noch mehr Tonnen) erreicht. Zudem trafen sich erstmals Besatzungen von bis zu 13 Personen in einer Raumstation. In diesem Rahmen wurde die Technik für internationale Missionen wesentlich modifiziert und den Nationen gegenseitig zur Verfügung gestellt. So beruht das bis heute in Gebrauch befindliche androgyne APAS-Kopplungssystem grundlegend auf dem Einsatz am Kristall-Modul. Weiterhin wurde mit dem Kristall-Erweiterungsmodul SDM das erste internationale gebaute Raumstationsmodul geschaffen. Somit wurden mittels des Moduls Kristall im Rahmen des Mir-Programms wichtige Kenntnisse gesammelt und Ausrüstungsgegenstände zum Betrieb der heutigen internationalen Raumstation ISS entwickelt. Am Rande sei erwähnt, dass das gemeinsame Raumfahrtprogramm wesentlich zur politischen Annäherung der beteiligten, ehemals verfeindeten Nationen beigetragen hat.